# Francesco D’Macho
Francesco D’Macho (ur. 29 stycznia 1979 w Rzymie) – włoski aktor, reżyser i model erotyczny, a także niezależny grafik.

## Wczesne lata
Urodzony i wychowany w Rzymie. W wieku 25 lat przeniósł się do Londynu, aby studiować projektowanie graficzne w Central St Martin's College of Art and Design. Po czterech latach studiów przeniósł się do Nowego Jorku, gdzie przez pewien czas pracował jako model dla agencji mody. 

## Kariera
Jego kariera aktora pornograficznego rozpoczęła się w 2006, kiedy znajomy wysyłał jego zdjęcia do wytwórni filmowej Hot House Entertainment; wkrótce potem skontaktowano się z nim na przesłuchanie, a dwa tygodnie później nakręcił swój pierwszy film. Pozował do magazynów skierowanych do homo- i biseksualnych odbiorców takich jak „Men” (w grudniu 2006), „Adam Gay Video Showcase” (w październiku 2007), „Unzipped” (w listopadzie 2007) czy „DNA” (w czerwcu 2008).

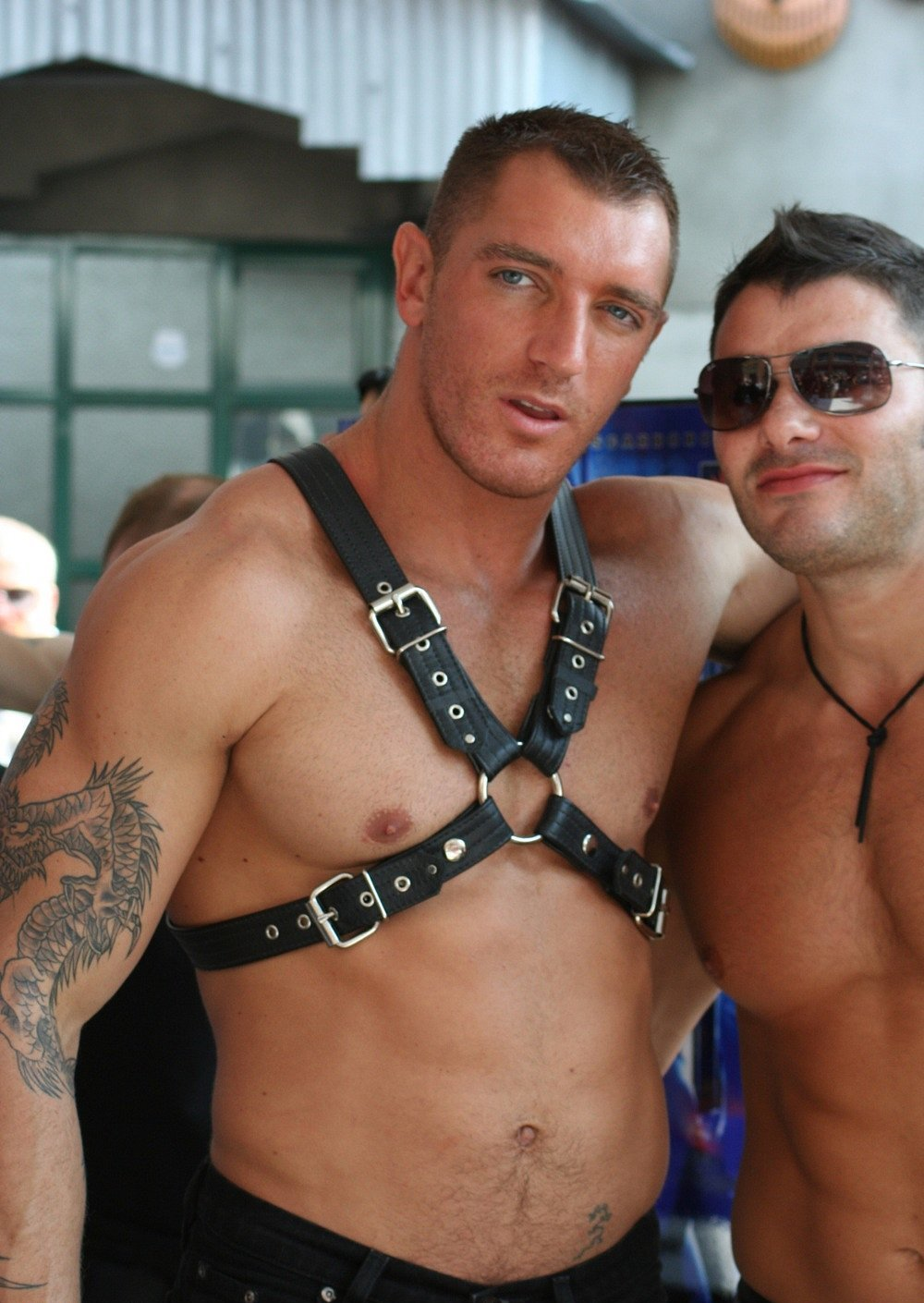
Francesco D’Macho na Folsom Street Fair (2010)

W 2007 i 2008 został laureatem nagrody Grabby i był także pięciokrotnie nominowany do tego lauru. W 2008 trzykrotnie nominowano go do GayVN Award. W 2010 film z jego udziałem Tropical Adventure (Sarava Productions/Kristen Bjorn) został uhonorowany GayVN Award w kategorii „Najlepsze całe pełne seksu wideo”.
Występował w produkcjach Plain Wrapped, Hothouse Entertainment, Stag Homme Studios, Kristen Bjorn Studio, Raging Stallion, Falcon Studios i Men.
W queerowym erotycznym filmie grozy L.A. Zombie (2010) z udziałem Tony’ego Warda, François Sagata, Erika Rhodesa, Matthew Rusha i Wolfa Hudsona pojawił się jako ofiara, kontrahent dilera, za który reżyser Bruce LaBruce odebrał nagrodę na Melbourne International Film Festival w kategorii „Najlepszy reżyser zagraniczny”. Pojawił się gościnnie w filmie dokumentalnym Angélique Bosio Orędownik gejów (The Advocate for Fagdom, 2011) z udziałem Johna Watersa, Harmony Korine, Gusa Van Sant i Bruce’a LaBruce.
W 2008, wraz z Damienem Crosse, oficjalnie uruchomił spółkę produkcyjną o nazwie Stag Homme Studios, osadzoną w Madrycie, gdzie także zamieszkał.
W marcu 2013 zajął drugie miejsce w plebiscycie na ulubionego aktora porno włoskiego portalu tuttouomini.it.
Był Lexem Luthorem w parodii Batman v Superman: A Gay XXX Parody (2016) z Trentonem Ducati (Batman), Damienem Crosse (ofiara przestępstwa), Allenem Kingiem (student) i Paddy O’Brianem (właściciel sklepu).

## Życie prywatne
Spotykał się z François Sagatem. 23 maja 2009 w Madrycie poślubił Damiena Crosse. Po czterech latach rozstali się.

## Nagrody i nominacje
| Rok  | Nagroda      | Kategoria                         | Film                           | Inni wykonawcy                                             | Rezultat  |
| ---- | ------------ | --------------------------------- | ------------------------------ | ---------------------------------------------------------- | --------- |
| 2007 | Grabby Award | Najlepszy nowy przybysz           | -                              | -                                                          | Nominacja |
| 2007 | Grabby Award | Najlepszy penis                   | -                              | -                                                          | Nominacja |
| 2007 | Grabby Award | Najlepszy wszechstronny wykonawca | -                              | -                                                          | Wygrana   |
| 2008 | GayVN Awards | Najlepsza scena oralna            | Trunks 4: White Heat (2007)    | C.J. Madison                                               | Nominacja |
| 2008 | GayVN Awards | Najlepszy wykonawca               | -                              | -                                                          | Nominacja |
| 2008 | GayVN Awards | Najlepsza scena seksu             | Communion (2007)               | Jason Ridge                                                | Nominacja |
| 2008 | Grabby Award | Najlepszy wszechstronny wykonawca | -                              | -                                                          | Nominacja |
| 2008 | Grabby Award | Najlepszy wykonawca               | -                              | -                                                          | Nominacja |
| 2008 | Grabby Award | Najlepszy scena anilingus         | Private Lowlife (2006)         | Arpad Miklos i Ken Browning                                | Nominacja |
| 2008 | Grabby Award | Najlepsza scena orgazmu           | Verboten, Part 2 (2007)        | Romario Faria                                              | Wygrana   |
| 2010 | Grabby Award | Najlepsza scena grupowa           | Focus: The Story Begins (2009) | Steve Cruz, Damien Crosse, Wilfred Knight i Angelo Marconi | Wygrana   |
| 2010 | GayVN Award  | Internetowy wykonawca roku        | -                              | Damien Crosse                                              | Nominacja |
| 2012 | Grabby Award | Jocks                             | Giants 1 (2011)                | DO                                                         | Nominacja |